# Die Abenteuer des Hadschi Baba aus Isfahan
Der pikareske Roman Die Abenteuer des Hadschi Baba aus Isfahan (1824) ist das Hauptwerk des britischen Autors James Morier und wird zur Weltliteratur gezählt.
Dieser Schelmenroman beeinflusste lange Zeit die Meinung Englands über Persien und das tägliche orientalische Leben; seine Übersetzung in das Persische von 1905 führte zu der Entwicklung des modernen persischen sozialkritischen Romans.

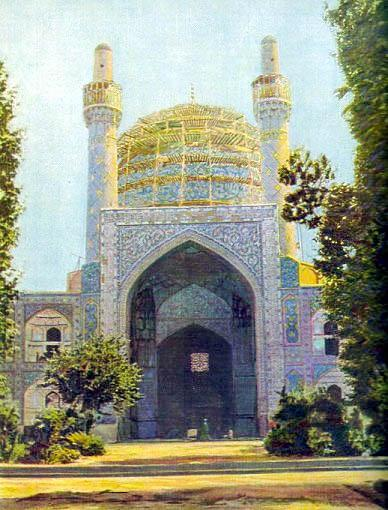
Madar-e Schah Madrasa in Isfahan

## Handlung
Wenn Hadschi Baba mit den Engländern reiste, war er darüber erstaunt, dass sie ihre Reiseerlebnisse und Erfahrungen sorgfältig in Heften aufzuschreiben pflegten, um nach der Rückkehr ihren Landsleuten davon zu berichten und diese somit auch mit den entlegensten Regionen des Erdballs vertraut machten. Diesem Beispiel folgte der Perser Hadschi Baba und schrieb während seines Aufenthaltes in Konstantinopel seine Lebensgeschichte nieder, die, obwohl sie die Erlebnisse eines eher obskuren und gewöhnlichen Individuums enthält, doch so voller Widersprüchlichkeit, Absonderlichkeiten und Abenteuer war, dass sie – so hoffte Hadschi Baba –, wenn in Europa veröffentlicht, das Interesse der Leserschaft wecken würde.
So erzählt Hadschi Baba, der Barbiersohn aus Isphahan, seine erstaunliche Karriere von der Barbierstube bis in den hohen Staatsdienst. Durch Bauernschläue und  Verschmitztheit schafft er es, Sekretär des persischen Gesandten zu werden. Im Laufe seines Lebens passt er sich mehr und mehr dem Verhalten der Mächtigen an und versteht es zunehmend, Situationen zum eigenen Vorteil auszunutzen. Als liebenswerter Gauner lernt er, die Spielregeln einer habgierigen und selbstsüchtigen Welt zu seinem eigenen Vorteil zu nutzen, ohne aber dabei zu einem rücksichtslosen oder gefährlichen Schurken zu werden.

## Entstehung

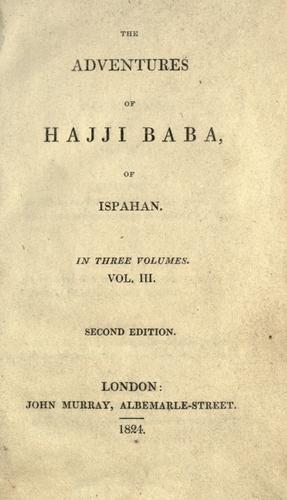
Titelblatt des III. Bands der zweiten Auflage (1824)

James Morier, der im ausgehenden 18. Jahrhundert vermutlich in Smyrna (Izmir) geborene britische Diplomat, lebte mehrere Jahre in Persien, wo er am Hof des Schahs von Persien tätig war. Tagebuchaufzeichnungen seiner Reisen durch Persien, Armenien, Kleinasien bis Konstantinopel von 1808 bis 1812 führten zur Veröffentlichung von zwei Reisebeschreibungen, bevor er den diplomatischen Dienst quittierte, um ab 1816 als Schriftsteller zu arbeiten.
Die Abenteuer des Hadschi Baba aus Isfahan war sein erster, 1824 veröffentlichter Roman, den Morier unter dem Pseudonym Peregrine Persic (deutsch: „persischer Wanderer“), dem angeblichen Übersetzer der Berichte Hadschi Babas, veröffentlichte. Seine profunde Landeskenntnis und sein Einfühlungsvermögen in die Mentalität des Volkes befähigten ihn, der Geschichte ein überzeugendes orientalisches Lebensgefühl zu verleihen. Sein Buch ist nicht nur ein aufschlussreiches historisches Dokument, sondern auch ein mit Witz und Ironie spannend geschriebener Roman. Nach der Erstveröffentlichung in Großbritannien entstand das Gerücht, bei der Figur des Hadschi Baba handele es sich um Leben und Charakter einer prominenten Figur der Qajar-Periode, „Abu'l-Hasan Khan Sirazi“, der von 1810 bis 1813 britischer Sonderbotschafter in Persien war und der Hayrat Namah („Das Buch der Wunder“) geschrieben hatte. Morier war mit ihm nach London gereist und war auch Mitglied der englischen Gesandtschaft, die ihn bei seiner Rückreise nach Persien begleitete. In dieser Zeit konnte sich Morier Kenntnisse persischer Sitten und Gebräuche, Meinungen und Überzeugungen sowie Hintergrundinformationen des Volksglaubens und anderer Aspekte des orientalischen Lebens aneignen. Ob dieser erstaunlichen Details, die Morier in seinem Buch verarbeitete und die Fremden eigentlich unzugänglich waren, ging man davon aus, dass ein Perser Mitautor und die später vorgelegte Übersetzung in das Persische das eigentliche Original gewesen sein mussten.
Ursprünglich war vermutet worden, die Übersetzung sei ein Werk von Haji Sheykh Ahmad Ruhi, einem scharfen Kritiker des diktatorischen Regimes der Qajars. Dass es sich um eine Arbeit von Mirza Habib Isfahani handelte, wurde erst Jahre später bekannt. Der Titel von Isfahanis Übersetzung in das Persische lautet Sargozasht-e Haji Baba-ye Isfahani. Die erste deutsche Übersetzung stammt von Friedrich Schott (1789–1846), einem Englisch- und Französisch-Lehrer an der Ritterakademie in Dresden und erschien 1824. Die erste französischsprachige Übersetzung erschien 1933 (Neuchâtel: Attinger).

## Kritik
Der zeitgenössische orientalische Reise- und Abenteuerroman wurde sofort nach seiner Erstveröffentlichung zum Bestseller und wird heute wieder sowohl im englischen Original als auch der persischen Übersetzung aufgelegt. Er ist in zahlreichen weiteren Sprachen erschienen. Die deutsche Ausgabe ist in einer Auflage des Insel-Verlages von 1995 und im Antiquariat in früheren Ausgaben erhältlich.
Der von zeitgenössischen Kritikern hoch gelobte und als ethnographisch wertvoll eingestufte satirische Schelmen- und Reiseroman gilt heute als Weltliteratur.
Obwohl die persische Version Sargozasht-e Haji Baba-ye Isfahani die Übersetzung des Werks darstellt, ist sie so authentisch, dass auch gebildete Perser, die das Buch in dieser Übersetzung lasen, der Überzeugung waren, das Original in den Händen zu halten. Mohammad-Taqi Bahar (1880–1951), der als größter Dichter der persischen Moderne gilt, beurteilte das Werk als Meisterstück der persischen Literatur des 19. Jahrhunderts mit hoher Signifikanz als literarisches und soziales Dokument, das folgerichtig auf die Entwicklung des persischen Romans zurückgewirkt habe, Walter Scott bezeichnete Hadschi Baba als einen orientalischen Gil Blas.
Es wäre verfehlt, europäische Moralkriterien auf dieses Buch anzuwenden, das ganz im orientalischen Lebensgefühl wurzelt. Morier hat diese Atmosphäre so dicht, das Lokalkolorit so treffend dargestellt, wie es selten einem Nichtorientalen gelungen ist. Sein Buch ist nicht nur ein aufschlussreiches historisches Dokument, sondern auch ein mit Witz und Ironie spannend geschriebener Roman.
Hadschi Babas weitere Erlebnisse schildert Morier in seinem zweiten, 1828 erschienenen Roman The adventures of Hajji Baba in England. Dieses Werk konnte aber zu keiner Zeit an die Erfolge des ersten Bandes anknüpfen.

## Nachweise
1. ↑  U.a.: Diether Krywalski: Knaurs Lexikon der Weltliteratur. ISBN 978-3-426-77169-3.
2. ↑  "Morier, James Justinian." Encyclopædia Britannica. 2007. Encyclopædia Britannica 2006. Ultimate Reference Suite DVD. 18 Sept. 2007.
3. ↑  Said I. Abdelwahed: England and the East in James Morier's Hajji Baba of Ispahan, abrufbar unter .
4. ↑  Encyclopaedia Britannica 2006
5. ↑  Kamran Ekbal: Die Brasilienreise des persischen Gesandten Mirza Abu'l-Hasan Khan Sirazi im Jahre 1810, in: Die Welt des Islams, New Ser., Bd. 27, Nr. 1/3 (1987), pp. 23–44.
6. ↑  Henry McKenzie Johnston: Ottoman and Persian Odysseys: James Morier, Creator of Hajji Baba of Ispahan, and His Brothers.
7. ↑  Meyers Konversationslexikon
Verlag des Bibliographischen Instituts, Leipzig und Wien, Vierte Auflage, 1885–1892
8. ↑  Nachwort von Albrecht Neubert zur Ausgabe der Dieterichschen Verlagsbuchhandlung Leipzig von 1972
9. ↑  J. D. Yohannan: The Persian Poetry in England 1770-1825. Comparative Literature, Ausgabe 4 von 1952, Seite 142.
10. ↑  Abbas Amanat: HAJJI BABA OF ISPAHAN. In: Ehsan Yarshater (Hrsg.): Encyclopædia Iranica. (englisch, iranicaonline.org – mit Literaturangaben).

## Ausgaben
- Die bunten Abenteuer Hadschi Baba's von Ispahan (Aus dem Englischen von Friedrich Schott. Mit einem Vorworte und erläuternden Anmerkungen von Wilhelm Adolph Lindau). Rein Verlag, Leipzig 1827, Teil 1, Teil 2, Teil 3
- Die Abenteuer des Hadschi Baba aus Ispahan (Aus dem Englischen von A. von Kühlmann-Redwitz). Insel Verlag, Leipzig 1913
- Die Abenteuer des Hadschi Baba aus Isfahan (mit einem Nachwort von Albrecht Neubert). Leipzig Dieterichsche Verlagsbuchhandlung, Leipzig 1972
- Die Abenteuer des Hadji Baba. Ein orientalischer Abenteuerroman. Insel Verlag, Frankfurt 1995. ISBN 978-3-458-33431-6
- The Adventures of Hajji Baba of Ispahan. Darf Publishers Ltd 1986. ISBN 978-1-85077-145-6.
- James Morier (Autor), Mirza Habib Isfahani (Übersetzer): Sargozasht-E Haji Baba-Ye Isfahani. Bibliotheca Iranica - Persian Language Publications Series, No 9. ISBN 978-1-56859-042-4

## Verfilmung
1954 wurde die Geschichte mit John Derek als Hadschi Baba und Elaine Stewart als Prinzessin Fakzia verfilmt; Nat King Cole sang den Titelsong Hadschi Baba. Das Buch stammt von Richard J. Collins, Regie führte Don Weis.